# Ахат Аяпов
Ахат Аяпов (каз. Ахат Аяпов; 1909, село Беспішен — дата і місце смерті не відомі) — колгоспник, старший скотник радгоспу «Теренкульський» Казталовського району Уральської області, Казахська РСР. Герой Соціалістичної Праці (1966).
У 1931 році розпочав свою трудову діяльність у колгоспі рідного села. Брав участь у Другій світовій війні. Після війни працював старшим скотником, завідуючим фермою в колгоспі імені Енгельса Казталовського району (після перетворення — радгосп «Теренкульский»).
У зимовий період 1963-1965 років щорічно повністю зберігав поголів'я стада, отримуючи найвищі показники по молодняку Уральської області. За досягнуті успіхи у розвитку тваринництва, збільшення виробництва і заготівель м'яса, молока, яєць і вовни та іншої продукції удостоєний звання Героя Соціалістичної Праці указом Президії Верховної Ради СРСР від 22 березня 1966 року з врученням ордена Леніна і золотої медалі «Серп і Молот».

## Нагороди
- Герой Соціалістичної Праці
- Орден Леніна